# NGC 4697
NGC 4697（Caldwell 52）は、おとめ座の方角に4000万光年から5000万光年離れた位置にある楕円銀河である。NGC 4731やより小さいいくつかの銀河を含むNGC 4697銀河団に属している。この銀河団は、約5500万光年離れており、おとめ座超銀河団から南に延びるおとめ座II銀河団の一部である。
NGC 4697までの距離は正確には分かっておらず、2800万光年から7600万光年と測定されている。NASAのExtra-galactic Databaseによると平均は約3800万光年、SIMBADによると約5000万光年である。